# Prieuré de Vivoin
Le prieuré Saint-Hippolyte de Vivoin est un ancien monastère au nord du département de la Sarthe au cœur du village éponyme. L'église priorale, devenue église paroissiale, est dédiée à saint Hippolyte et est classée au titre des Monuments historiques, tandis que le prieuré est inscrit.
L'édifice a fait l’objet d’une restauration par le département et ouvre ses portes dans le cadre de la visite et d'évènements. 

## Le prieuré

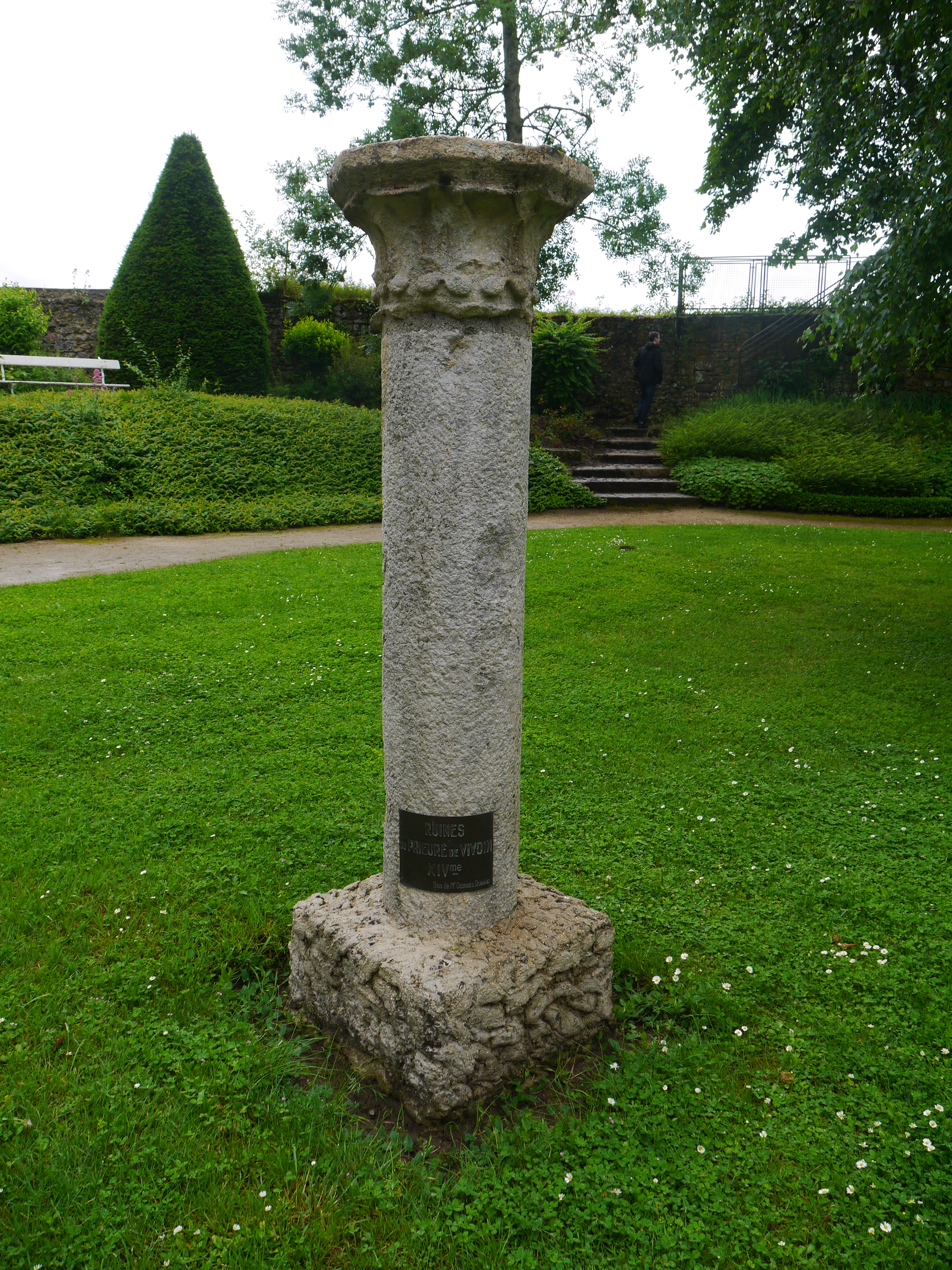
Vestige du prieuré de Vivoin à Fresnay-sur-Sarthe (parc de l'ancien château).

Il ne reste que des vestiges du cloître, et la salle capitulaire a disparu. Cependant, dans le cellier voûté, qui date des XIIIe et XIVe siècles, des fragments de peintures murales sont encore visibles. Des ajouts et modifications ont été apportés aux XIVe et XVe siècles. Témoin majeur de l’architecture religieuse du Haut-Maine, sa construction s’achèvera au XVIe siècle, alliant ainsi les époques architecturales romane, gothique et de la Renaissance.

## Histoire
Le prieuré a été, selon J.-L. Denis, probablement fondé entre 1058 et 1062 par le vicomte Raoul V de Beaumont-au-Maine et donné à l'abbaye de Marmoutier (Tours).

### Restauration
Aujourd’hui sauvé de la ruine par ses habitants, restauré en 1964 par la commune et depuis 1974 par le conseil général de la Sarthe. 

### Musée
Un Centre d'Art Contemporain s'installe dans le Prieuré de Vivoin ! La visite est axée autour de 3 thématiques : son prieuré, les jardins monastiques, et le centre d'art contemporain. 
Ce dernier prend place dans les grandes salles voutées du rez-de-chaussée du prieuré et a pour vocation d'être un lieu de rencontre entre l'Art et le grand public par le biais d'expositions. 

## Protection
L'église est classée au titre des Monuments historiques depuis 1840 tandis que le prieuré est inscrit Monument historique depuis le 6 janvier 1927. 

### Sources et bibliographie
- Abbé L.-L. Denis, Cartulaire du prieuré Saint-Hippolyte de Vivoin et ses annexes, 1894
- Revue historique et archéologique du Maine, 1876-2000, édition numérique, 2007 (Société historique et archéologique du Maine, Le Mans, 17 rue de la Reine Bérengère.
- Dictionnaire topographique, historique et statistique de la Sarthe, par Julien Rémy Pesche, édition numérique, 2007 (Société historique et archéologique du Maine, Le Mans).
- « Prieuré de Vivoin », dans Alphonse-Victor Angot et Ferdinand Gaugain, Dictionnaire historique, topographique et biographique de la Mayenne, Laval, A. Goupil, 1900-1910 [détail des éditions] (BNF 34106789, présentation en ligne)
- Marc Thibout, « Vivoin », dans Congrès archéologique de France. 119e session. Maine. 1961, Paris, Société française d'archéologie, 1961 (lire en ligne), p. 246-252